# Pseudognaphalium vira-vira
Pseudognaphalium vira-vira là một loài thực vật có hoa trong họ Cúc. Loài này được Anderb. miêu tả khoa học đầu tiên.